# Slutenhet (matematik)
Inom matematiken uppvisar en mängd slutenhet under en operation om utförandet av operationen på ett av mängdens element alltid ger ett element ur mängden som resultat, oavsett vilket av mängdens element operationen utförs på. En sådan mängd sägs vara sluten under operationen.
Till exempel är heltalen (ℤ) en sluten mängd under subtraktion eftersom subtraktion av ett heltal från ett annat alltid ger ett heltal som resultat. Den delmängd som bara består av de positiva heltalen (ℤ+) är däremot inte sluten under subtraktion (drar man ett större positivt tal från ett mindre får man ju ett negativt tal som resultat, vilket inte tillhör mängden).